# Es Épico
«Es Épico» es una canción del rapero venezolano Canserbero, la cual forma parte de su álbum de estudio Muerte. De manera independiente, el tema fue publicado el 22 de marzo de 2012. Fue compuesta por Canserbero y producida por el DJ KPU. La canción es considerada como una de las obras más importantes del rapero y del rap latino en general.

## Letra
El tema se basa en una batalla de rap entre Canserbero y Satanás, utilizándose múltiples referencias a la cultura pop, entre ellas, diversas obras literarias como la Divina Comedia de Dante Alighieri o el poema de Alberto Arvelo Torrealba titulado Florentino y El Diablo. También se mencionan escenas evangélicas como la expulsión de los mercaderes del templo de Jerusalén. La letra transmite sentimientos de ira y venganza, junto a acontecimientos como la muerte y el renacer. En la canción, Canserbero menciona a diferentes personajes célebres; entre ellos:
- Che Guevara
- Juan Pablo II
- Dalai Lama
- Mao Zedong
- Tafari Makonnen
- Ludwig Van Beethoven
- John F. Kennedy
- Lenin
- Mahoma
- Joseph Smith
- Julio César
- Napoleón Bonaparte
- Barack Obama
- Jesús de Nazaret
- Charles Taze Russell
- George Washington
- José de San Martín
- Mahatma Gandhi
- Yasser Arafat
- Cristobal Colón
- Isabel de Inglaterra
- Simón Bolívar
- Buda Gautama

## Instrumental
El instrumental fue compuesto por KPU, utilizando un sample del pianista y compositor griego Yanni Chryssomallis, del tema titulado «Nightingale».

## Listado de canciones
| Canción |            |          |  |
| N.º     | Título     | Duración |  |
| 1.      | «Es Épico» | 6:02     |  |

## Personal
- Canserbero: voz y composición.
- KPU: instrumental.